# Combe Raleigh
Combe Raleigh – wieś i civil parish w Anglii, w Devon, w dystrykcie East Devon. W 2011 civil parish liczyła 227 mieszkańców. Combe Raleigh jest wspomniana w Domesday Book (1086) jako Otri.